# بابی لی جنتری

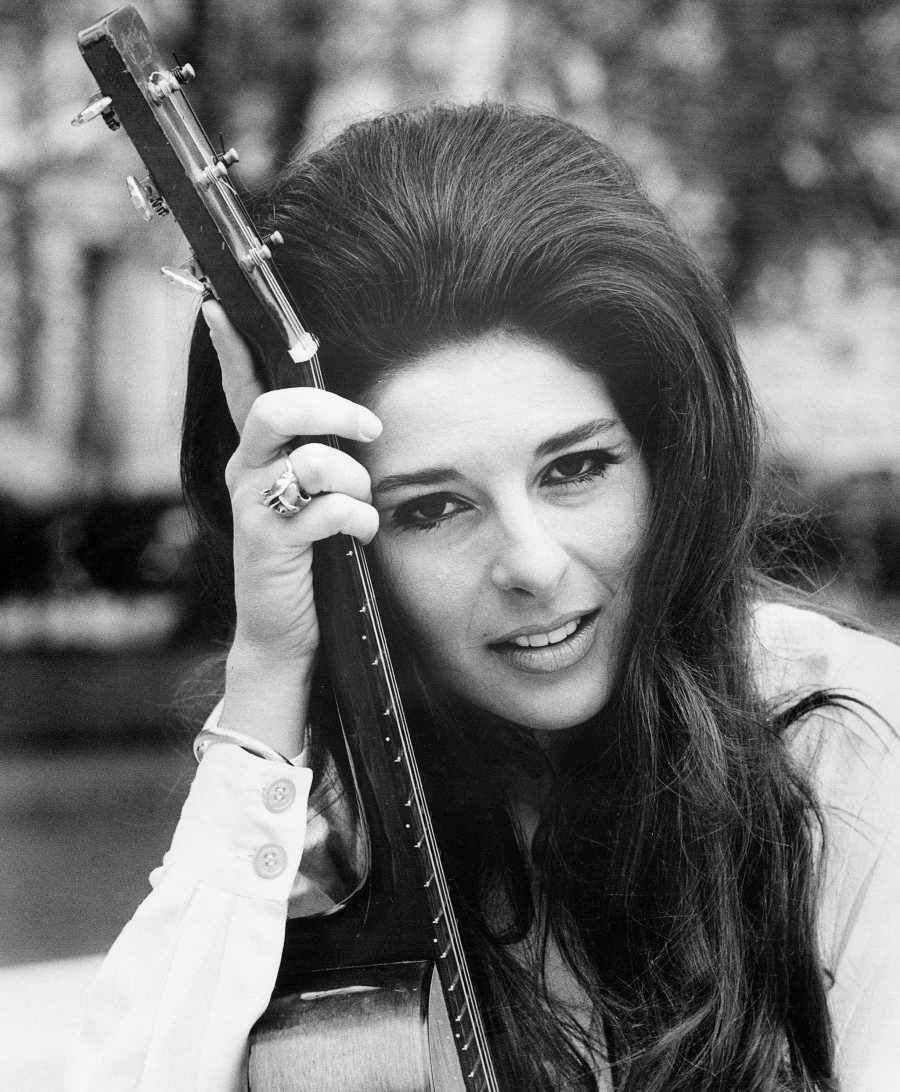

بابی لی جنتری (متولد روبرتا لی استریتر؛ ۲۷ ژوئیه ۱۹۴۲) یک خواننده و ترانه‌سرای بازنشسته آمریکایی است. جنتری یکی از اولین هنرمندان زن در آمریکا بود که مطالب خود را آهنگسازی و تولید کرد.
جنتری در سال ۱۹۶۷ با " قصیده به بیلی جو " به شهرت بین‌المللی رسید. این آهنگ چهار هفته در رتبه ۱ جدول بیلبورد هات ۱۰۰ قرار گرفت و در جدول پایان سال ۱۹۶۷ سوم شد، جنتری جوایز گرمی را برای بهترین هنرمند جدید و بهترین اجرای آواز پاپ زن در سال ۱۹۶۸ دریافت کرد.